# Victoria Open 2010
Die Victoria Open 2010 im Badminton fanden vom 26. bis zum 27. Juni 2010 in Albert Park statt. 

## Austragungsort
- MSAC, Aughtie Drive, Albert Park

## Sieger und Platzierte
| Disziplin    | Gold                            | Silber                          | Bronze                        |
| ------------ | ------------------------------- | ------------------------------- | ----------------------------- |
| Herreneinzel | Le The Hung Pham                | Chad Whitehead                  | Nelson Oon                    |
| Herreneinzel | Le The Hung Pham                | Chad Whitehead                  | Sawan Serasinghe              |
| Dameneinzel  | Victoria Na                     | Leisha Cooper                   | Sarah Wong                    |
| Dameneinzel  | Victoria Na                     | Leisha Cooper                   | Ann-Louise Slee               |
| Herrendoppel | Saliya Gunaratne Chad Whitehead | Ong Beng Teong Le The Hung Pham | Luke Chong Einstein Tanaka    |
| Herrendoppel | Saliya Gunaratne Chad Whitehead | Ong Beng Teong Le The Hung Pham | Ferdi Mak Nelson Oon          |
| Damendoppel  | Leisha Cooper Ann-Louise Slee   | Vee Vien Chong Joo Yiet Lee     | Spoorti Rattan Talia Saunders |
| Mixed        | Chad Whitehead Ann-Louise Slee  | Einstein Tanaka Eugenia Tanaka  | Joel Findlay Vee Vien Chong   |
| Mixed        | Chad Whitehead Ann-Louise Slee  | Einstein Tanaka Eugenia Tanaka  | Le The Hung Pham Van Pham     |